# Lasioglossum ochreohirtum
Lasioglossum ochreohirtum är en biart som först beskrevs av Blüthgen 1934.  Lasioglossum ochreohirtum ingår i släktet smalbin, och familjen vägbin. Inga underarter finns listade i Catalogue of Life.